# 人民院 (阿富汗)
人民院（又称“下院”，缩写是WJ）是阿富汗国民议会的下院，与长老院一同形成了两院制。
人民院一共249个席位，任期5年，宪法保证至少64名代表是女性。库奇牧民（Kuchi people）作为单独的选区选出10名代表。
人民院主要负责制订和批准法律条文，授权总统的行动。伊斯兰原教旨主义塔利班政权下台之后，2005年9月举行了数十年来的第一次选举，由联合国和北约监督。
2010年9月18日，阿富汗举行了国民议会选举。2010年10月31日，选举结果公布。